# Scotopteryx albescens
Scotopteryx albescens är en fjärilsart som beskrevs av Fernandez 1934. Scotopteryx albescens ingår i släktet backmätare, och familjen mätare. Inga underarter finns listade.